# Acusana fastigor
Acusana fastigor är en insektsart som beskrevs av Delong 1942. Acusana fastigor ingår i släktet Acusana och familjen dvärgstritar. Inga underarter finns listade i Catalogue of Life.